# Saint-Vivien-de-Monségur
Pour les articles homonymes, voir Saint-Vivien.
Saint-Vivien-de-Monségur (Sent Vivian de Montsegur en gascon) est une commune du Sud-Ouest de la France, située dans le département de la Gironde (région Nouvelle-Aquitaine).
Ses habitants sont appelés les Saint-Viviennais.

## Géographie

### Localisation
La commune se trouve à 75 km à l'est-sud-est de Bordeaux, chef-lieu du département, à 35 km à l'est de Langon, chef-lieu d'arrondissement, et à 4,5 km au sud-sud-est de Monségur, ancien chef-lieu de canton.

### Communes limitrophes
Les communes limitrophes en sont Cours-de-Monségur au nord-est, Saint-Géraud à l'est, Castelnau-sur-Gupie au sud-est (ces deux dernières communes sont Lot-et-Garonnaises), Saint-Michel-de-Lapujade au sud-ouest, Sainte-Gemme à l'ouest et Monségur au nord-ouest.
| Monségur                 |                                    | Cours-de-Monségur                    |
| Sainte-Gemme             | Saint-Vivien-de-Monségur           | Saint-Géraud (Lot-et-Garonne)        |
| Saint-Michel-de-Lapujade | Lagupie (Lot-et-Garonne), sur 50 m | Castelnau-sur-Gupie (Lot-et-Garonne) |

### Climat
Pour des articles plus généraux, voir Climat de la Nouvelle-Aquitaine et Climat de la Gironde.
Historiquement, la commune est exposée à un climat océanique aquitain.  
En 2020, Météo-France publie une typologie des climats de la France métropolitaine dans laquelle la commune est exposée à un climat océanique et est dans la région climatique  Aquitaine, Gascogne, caractérisée par une pluviométrie abondante au printemps, modérée en automne, un faible ensoleillement au printemps, un été chaud (19,5 °C), des vents faibles, des brouillards fréquents en automne et en hiver et des orages fréquents en été (15 à 20 jours).
Pour la période 1971-2000, la température annuelle moyenne est de 12,9 °C, avec une amplitude thermique annuelle de 15,2 °C. Le cumul annuel moyen de précipitations est de 801 mm, avec 10,9 jours de précipitations en janvier et 6,7 jours en juillet. Pour la période 1991-2020, la température moyenne annuelle observée sur la station météorologique la plus proche, située sur la commune de Talence à 17 km à vol d'oiseau, est de 14,3 °C et le cumul annuel moyen de précipitations est de 884,0 mm,. Pour l'avenir, les paramètres climatiques de la commune estimés pour 2050 selon différents scénarios d’émission de gaz à effet de serre sont consultables sur un site dédié publié par Météo-France en novembre 2022.

## Urbanisme

### Typologie
Au 1er janvier 2024, Saint-Vivien-de-Monségur est catégorisée commune rurale à habitat très dispersé, selon la nouvelle grille communale de densité à sept niveaux définie par l'Insee en 2022.
Elle est située hors unité urbaine et hors attraction des villes,.

### Occupation des sols

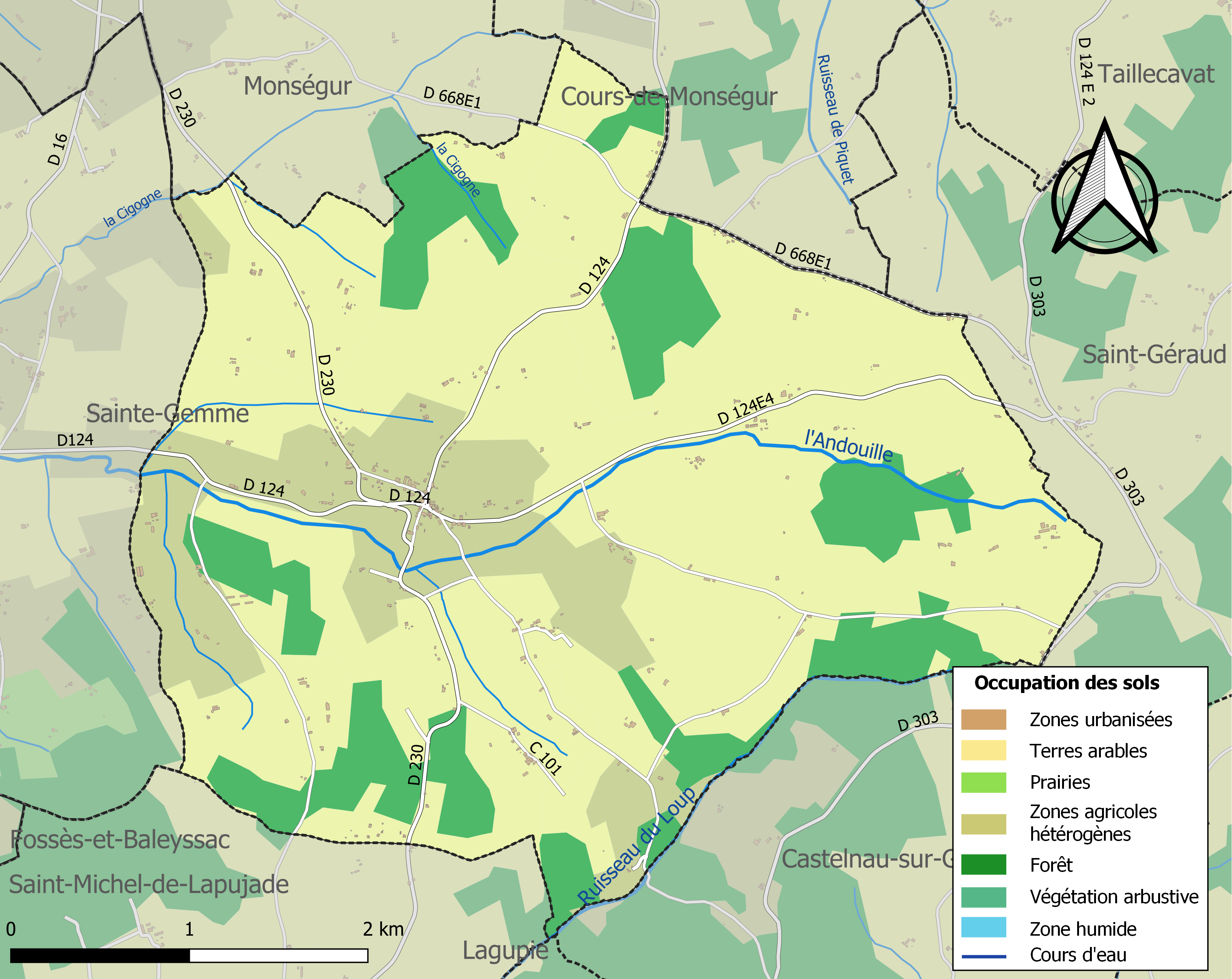
Carte des infrastructures et de l'occupation des sols de la commune en 2018 (CLC).

L'occupation des sols de la commune, telle qu'elle ressort de la base de données européenne d’occupation biophysique des sols Corine Land Cover (CLC), est marquée par l'importance des territoires agricoles (83,5 % en 2018), une proportion identique à celle de 1990 (83,5 %). La répartition détaillée en 2018 est la suivante : 
terres arables (50,3 %), cultures permanentes (17,2 %), forêts (16,5 %), zones agricoles hétérogènes (16 %). L'évolution de l’occupation des sols de la commune et de ses infrastructures peut être observée sur les différentes représentations cartographiques du territoire : la carte de Cassini (XVIIIe siècle), la carte d'état-major (1820-1866) et les cartes ou photos aériennes de l'IGN pour la période actuelle (1950 à aujourd'hui).

### Voies de communication et transports
La principale voie de communication routière est la route départementale D230 qui traverse le bourg et mène à Monségur vers le nord-ouest et, vers le sud, soit vers Mongauzy au sud-ouest, soit vers Sainte-Bazeille (Lot-et-Garonne) au sud ; le bourg est également traversé par la route départementale D124 qui mène à Sainte-Gemme à l'ouest et à Taillecavat au nord-est et par l'une de ses extensions, la route départementale D124e4 en direction de Saint-Géraud (Lot-et-Garonne).
L'accès à l'autoroute A62 (Bordeaux-Toulouse) le plus proche est celui de  4 La Réole qui se situe à 22 km vers le sud-ouest.

L'accès  1 Bazas à l'autoroute A65 (Langon-Pau) se situe à 45 km vers le sud-ouest.

L'accès  12 Montpont le plus proche à l'autoroute A89 (Bordeaux-Lyon) se situe à 48 km vers le nord.
La gare SNCF la plus proche est celle de La Réole, sur la ligne Bordeaux - Sète du TER Nouvelle-Aquitaine, située à 15,5 km au sud-ouest.

### Risques majeurs
Le territoire de la commune de Saint-Vivien-de-Monségur est vulnérable à différents aléas naturels : météorologiques (tempête, orage, neige, grand froid, canicule ou sécheresse), mouvements de terrains et séisme (sismicité très faible). Un site publié par le BRGM permet d'évaluer simplement et rapidement les risques d'un bien localisé soit par son adresse soit par le numéro de sa parcelle.
Les mouvements de terrains susceptibles de se produire sur la commune sont des tassements différentiels.

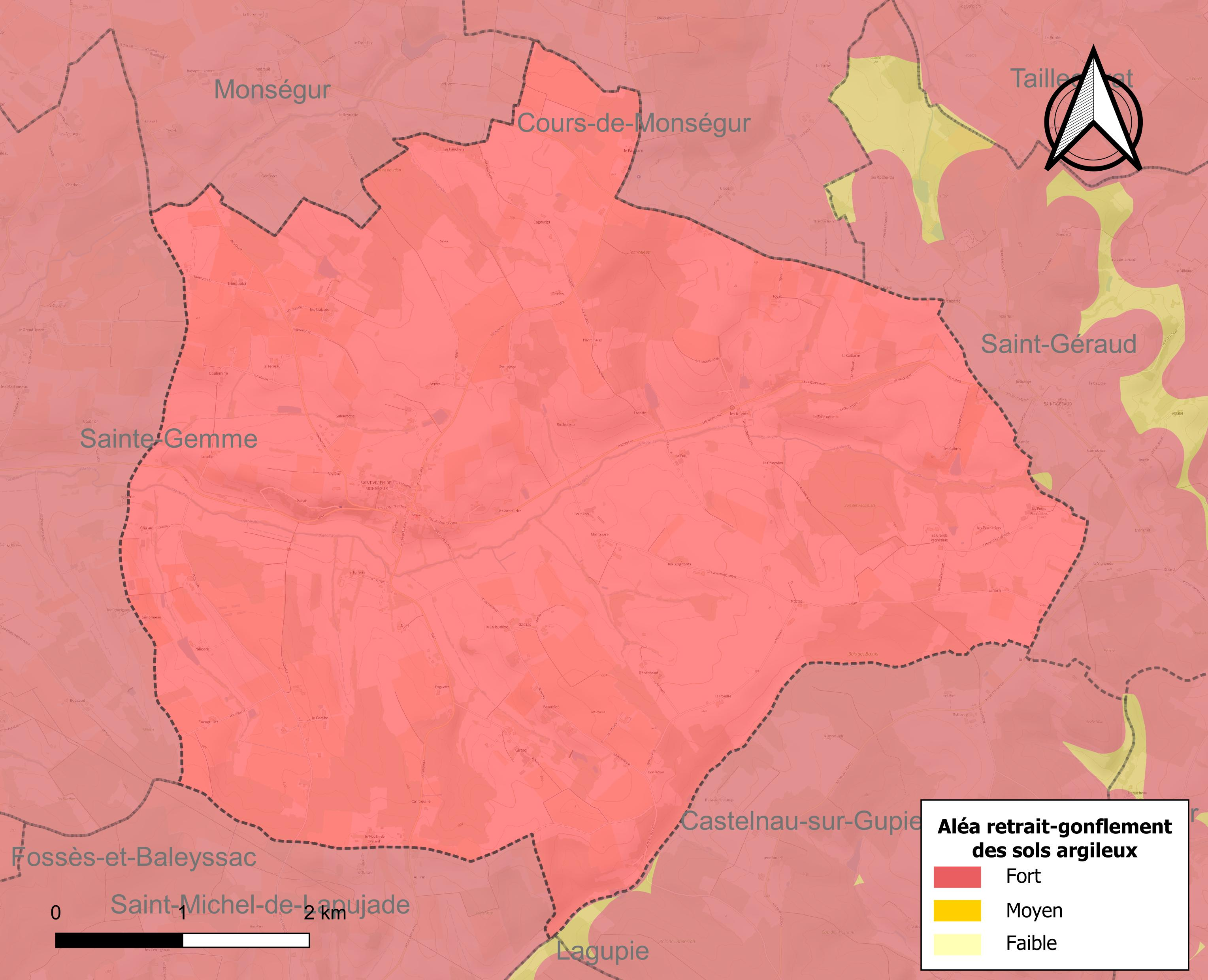
Carte des zones d'aléa retrait-gonflement des sols argileux de Saint-Vivien-de-Monségur.

Le retrait-gonflement des sols argileux est susceptible d'engendrer des dommages importants aux bâtiments en cas d’alternance de périodes de sécheresse et de pluie. La totalité de la commune est en aléa moyen ou fort (67,4 % au niveau départemental et 48,5 % au niveau national). Sur les 203 bâtiments dénombrés sur la commune en 2019, 203 sont en aléa moyen ou fort, soit 100 %, à comparer aux 84 % au niveau départemental et 54 % au niveau national. Une cartographie de l'exposition du territoire national au retrait gonflement des sols argileux est disponible sur le site du BRGM,.
La commune a été reconnue en état de catastrophe naturelle au titre des dommages causés par les inondations et coulées de boue survenues en 1982, 1988, 1999, 2009 et 2018, par la sécheresse en 1989, 2003 et 2005 et par des mouvements de terrain en 1999.

## Histoire
À la Révolution, la paroisse Saint-Vivien de Boissan forme la commune de Saint-Vivien. En 1913, la commune de Saint-Vivien devient Saint-Vivien-de-Monségur, pour faire le distinguo avec les deux autres Saint-Vivien du département de la Gironde (Saint-Vivien-de-Blaye précisé en 1910 et Saint-Vivien-de-Médoc précisé en 1923).

## Politique et administration

### Liste des maires
| Période                                  | Période   | Identité       | Étiquette | Qualité     |
| ---------------------------------------- | --------- | -------------- | --------- | ----------- |
| 1942                                     | 1960      | Elie SIRE      |           | Agriculteur |
| avant 1988                               | ?         | Gérard Louis   |           |             |
| mars 2001                                | mars 2014 | Laurent Cadic  |           |             |
| mars 2014                                | En cours  | Philippe Moute |           | Cadre       |
| Les données manquantes sont à compléter. |           |                |           |             |

### Communauté de communes
Le 1er janvier 2014, la Communauté de communes du Monségurais ayant été supprimée, la commune de Saint-Vivien-de-Monségur s'est retrouvée intégrée à la Communauté de communes du Réolais en Sud Gironde siégeant à La Réole.

### Politique environnementale
Dans son palmarès 2024, le Conseil national de villes et villages fleuris de France a attribué deux fleurs à la commune.

## Démographie
L'évolution du nombre d'habitants est connue à travers les recensements de la population effectués dans la commune depuis 1793. Pour les communes de moins de 10 000 habitants, une enquête de recensement portant sur toute la population est réalisée tous les cinq ans, les populations de référence des années intermédiaires étant quant à elles estimées par interpolation ou extrapolation. Pour la commune, le premier recensement exhaustif entrant dans le cadre du nouveau dispositif a été réalisé en 2004.

En 2022, la commune comptait 402 habitants, en évolution de +12,29 % par rapport à 2016 (Gironde : +6,91 %, France hors Mayotte : +2,11 %).
| 1793 | 1800 | 1806 | 1821 | 1831 | 1836 | 1841 | 1846 | 1851 |
| ---- | ---- | ---- | ---- | ---- | ---- | ---- | ---- | ---- |
| 780  | 696  | 774  | 919  | 902  | 876  | 855  | 903  | 824  |

| 1856 | 1861 | 1866 | 1872 | 1876 | 1881 | 1886 | 1891 | 1896 |
| ---- | ---- | ---- | ---- | ---- | ---- | ---- | ---- | ---- |
| 751  | 780  | 782  | 394  | 671  | 621  | 610  | 580  | 582  |

| 1901 | 1906 | 1911 | 1921 | 1926 | 1931 | 1936 | 1946 | 1954 |
| ---- | ---- | ---- | ---- | ---- | ---- | ---- | ---- | ---- |
| 560  | 566  | 563  | 488  | 488  | 505  | 507  | 493  | 483  |

| 1962 | 1968 | 1975 | 1982 | 1990 | 1999 | 2004 | 2006 | 2009 |
| ---- | ---- | ---- | ---- | ---- | ---- | ---- | ---- | ---- |
| 482  | 453  | 359  | 321  | 360  | 370  | 375  | 376  | 382  |

| 2014 | 2019 | 2022 | - | - | - | - | - | - |
| ---- | ---- | ---- | - | - | - | - | - | - |
| 365  | 383  | 402  | - | - | - | - | - | - |

## Lieux et monuments
- L'église Saint-Vivien, de style roman, date du XIIe siècle et a été inscrite monument historique en 1925 pour sa porte latérale et la fenêtre voisine[25],[26].

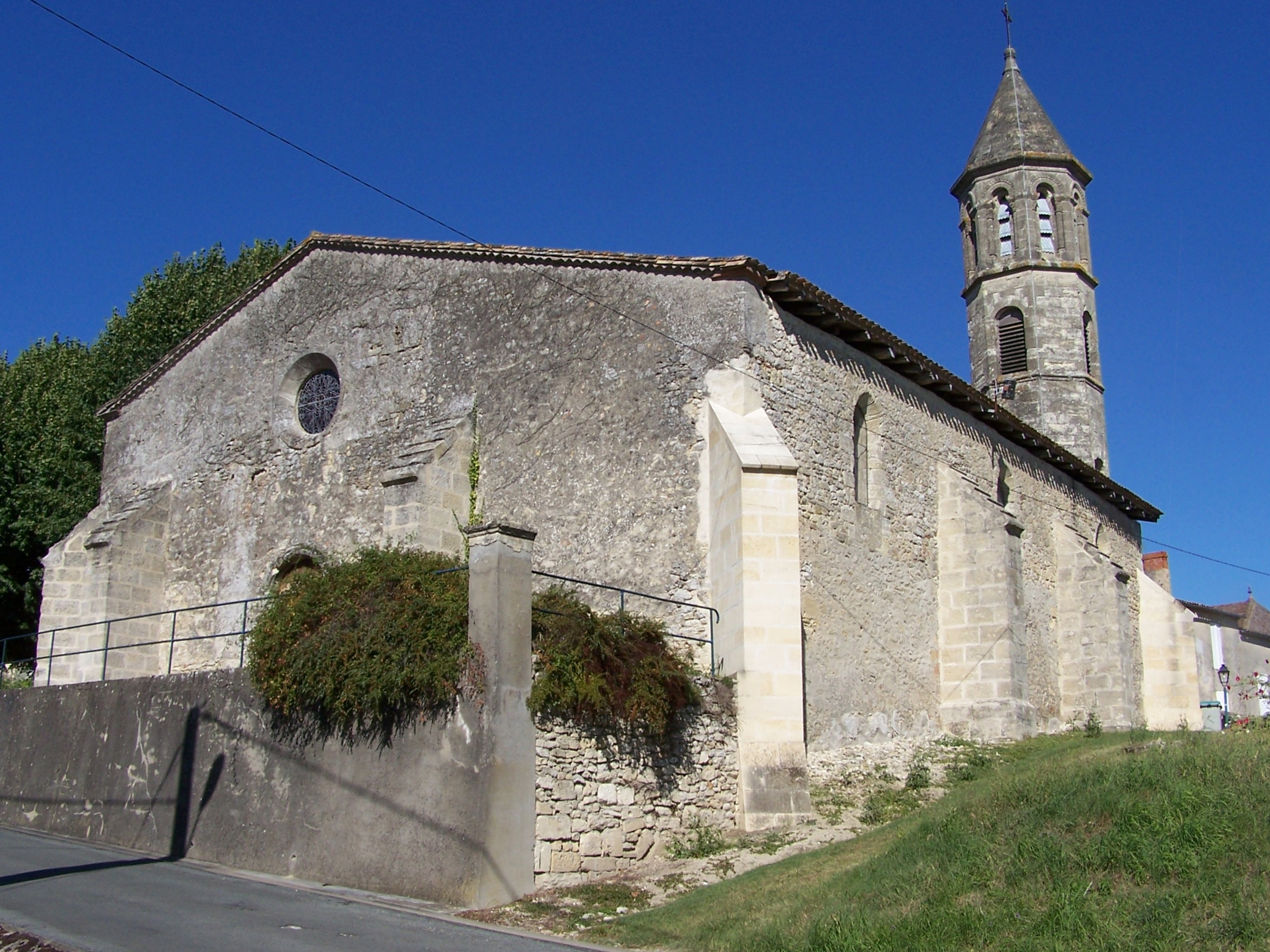
L'église Saint-Vivien (août 2010)
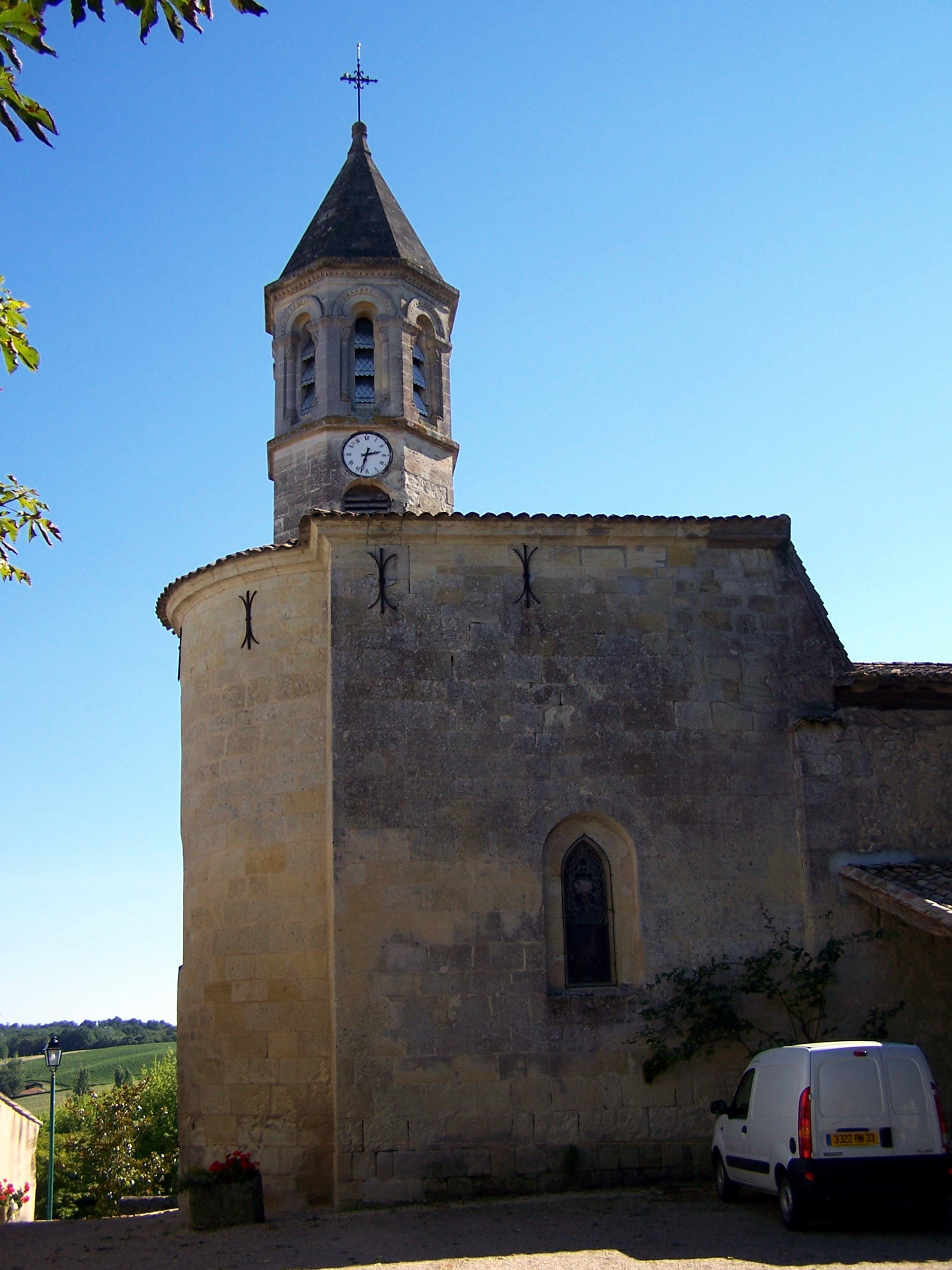
Chevet et clocher de l'église Saint-Vivien (août 2010)
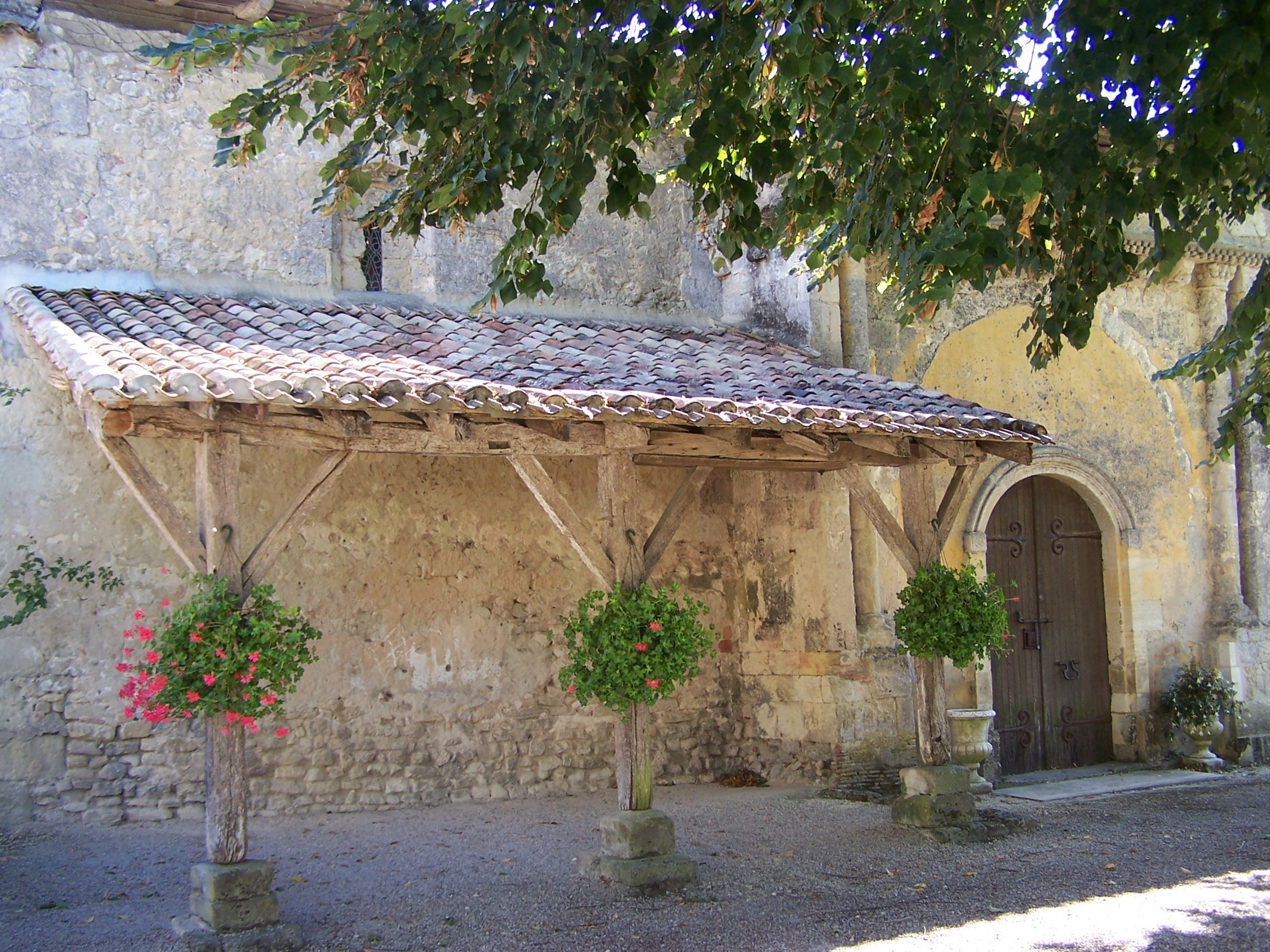
Porte latérale et porche de l'église Saint-Vivien (août 2010)
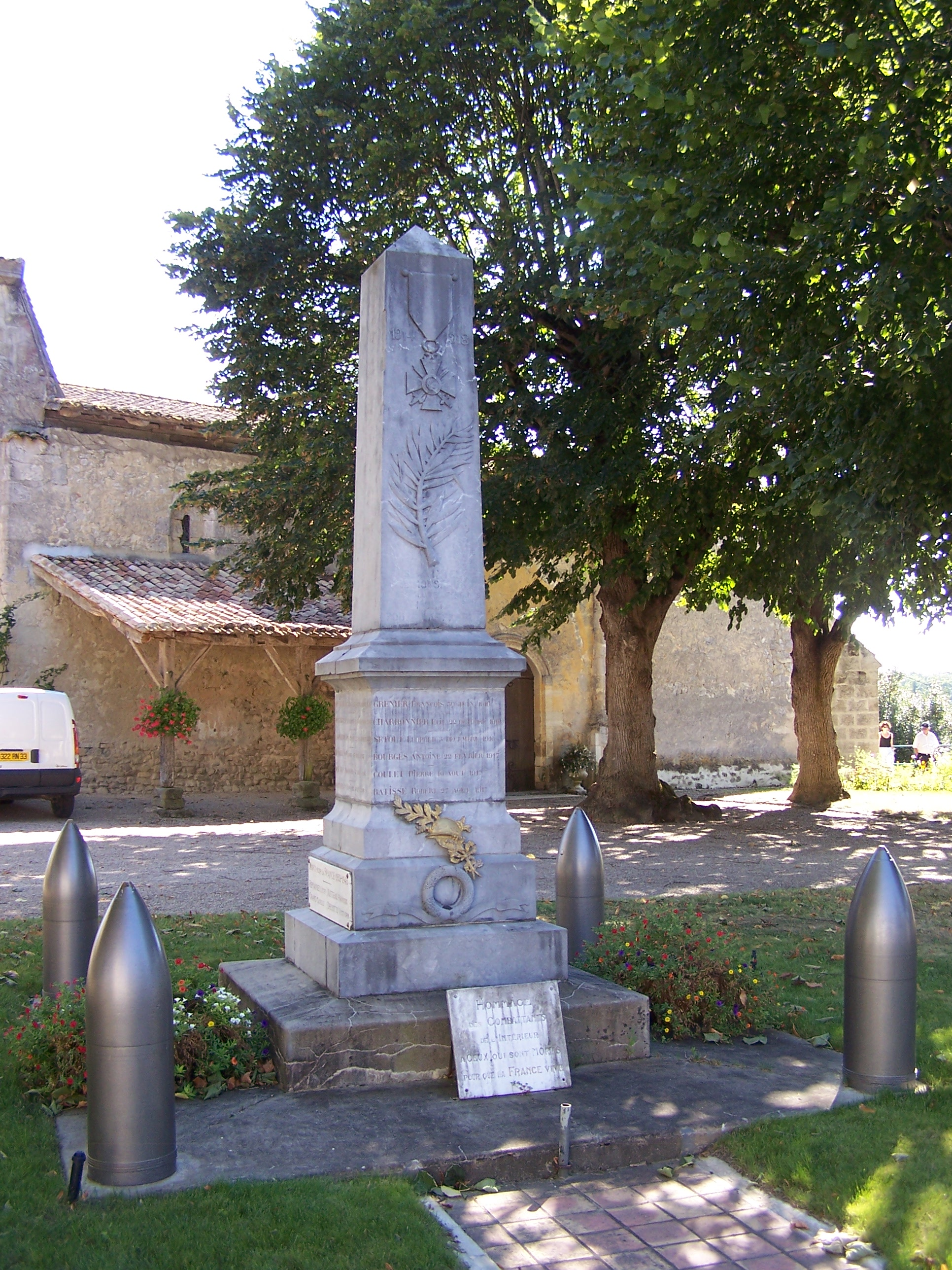
Le monument aux morts sur la place devant l'église (août 2010)